# Тямле Чишма
Тямле Чишма — поселок в Кукморском районе Татарстана. Входит в состав Березнякского сельского поселения.

## География
Находится в северо-западной части Татарстана на расстоянии приблизительно 13 км на юго-запад по прямой от районного центра города Кукмор.

## История
Основан в 1930-х годах.

## Население
Постоянных жителей было: в 1989 — 4, 0 в 2002 году, 1 в 2010. Нурулла Гайфутдинов — единственный постоянный житель деревни Тямле Чишма.